# NGC 6980
NGC 6980 est une étoile située dans la constellation du Verseau,. L'astronome français Guillaume Bigourdan a enregistré la position de cette étoile le 5 juillet 1886.